# Montoie/Bourdonnette
Montoie/Bourdonnette ist ein Quartier der Schweizer Stadt Lausanne. Es befindet sich im südwestlichsten Teil der Stadt.
Der Stadtteil selbst ist wiederum in sechs Sektoren aufgeteilt. Es sind dies Montoie, Vallée de la Jeunesse, Pyramides, Prés-de-Vidy, Bourget und Bourdonnette. Auf einer Fläche von 1,742 km² wohnten im Jahr 2018 rund 7955 Einwohner.

## Lage
Da der Stadtteil etwas abgelegen im Südwesten der Stadt liegt, gilt die Gegend eher als ruhig. Im Gebiet Maladière, etwa in der Mitte des Stadtteils am See, liegen mehrere Fussballfelder, die aber nicht für Profieinsätze in den oberen Ligen gebraucht werden. Eine Autobahn und mehrere Strassen verlaufen in den „Giratoire de la Maladière“, einen riesigen, unfallträchtigen Kreisel. Am See befindet sich ein grösserer Campingplatz. Das Vallée de la Jeunesse hat auch seine Bezeichnung dadurch erhalten, dass viele Schüler der naheliegenden École polytechnique fédérale de Lausanne hier wohnen.

## Öffentliche Verkehrsmittel
Die Buslinien 1, 6 und 25 der Transports publics de la région Lausannoise durchqueren den Stadtteil. Weiter durchläuft auch die Métro Lausanne (Strecke M1) das Gebiet und hat eine Haltestelle (Bourdonnette).

## Bauwerke und Sehenswürdigkeiten
In Vidy wurde durch archäologische Ausgrabungen eine römische Siedlung entdeckt. Diese ist frei begehbar. Weiter hat das Internationale Olympische Komitee seinen Hauptsitz direkt am See.

## Galerie

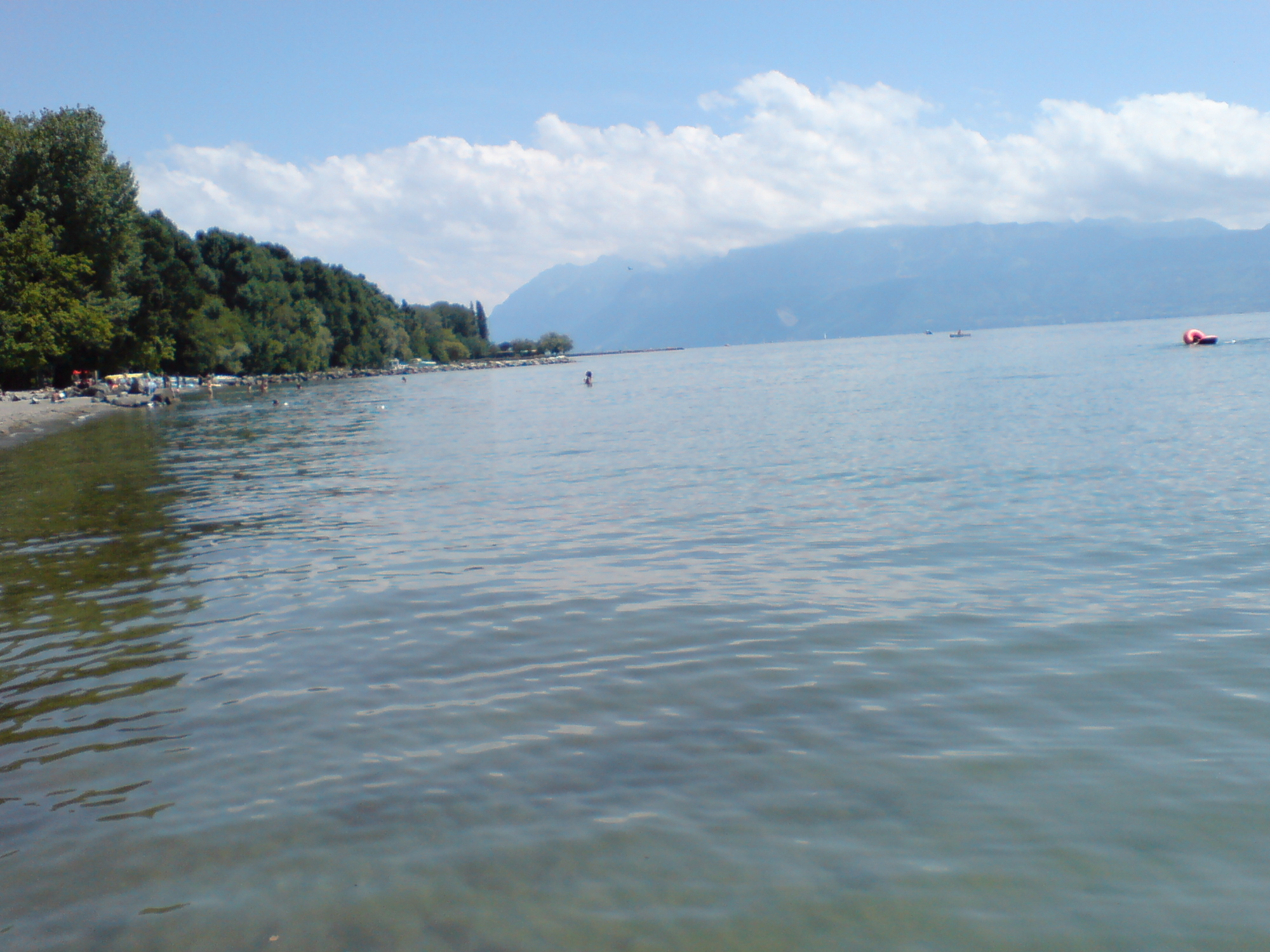
Genfersee
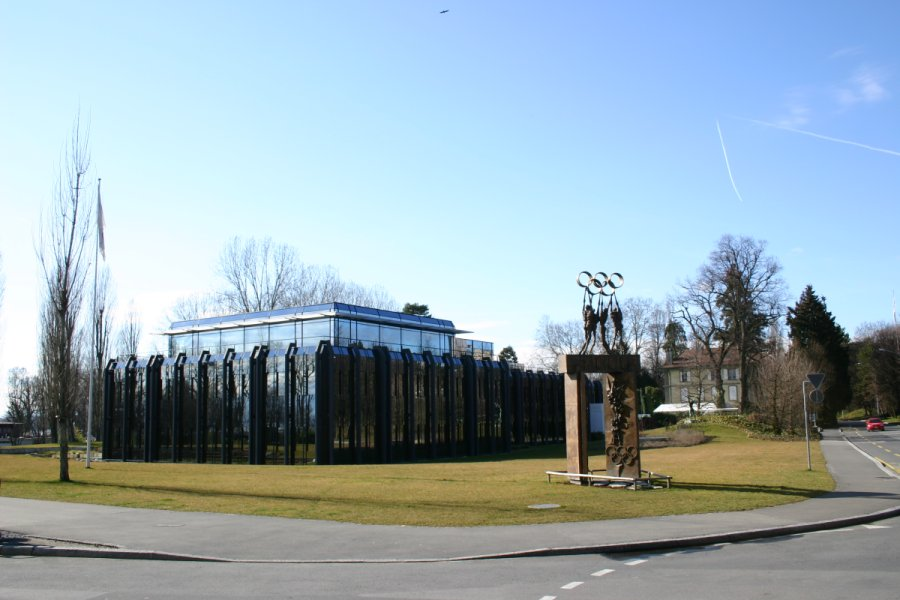
Sitz des Internationalen Olympischen Komitees
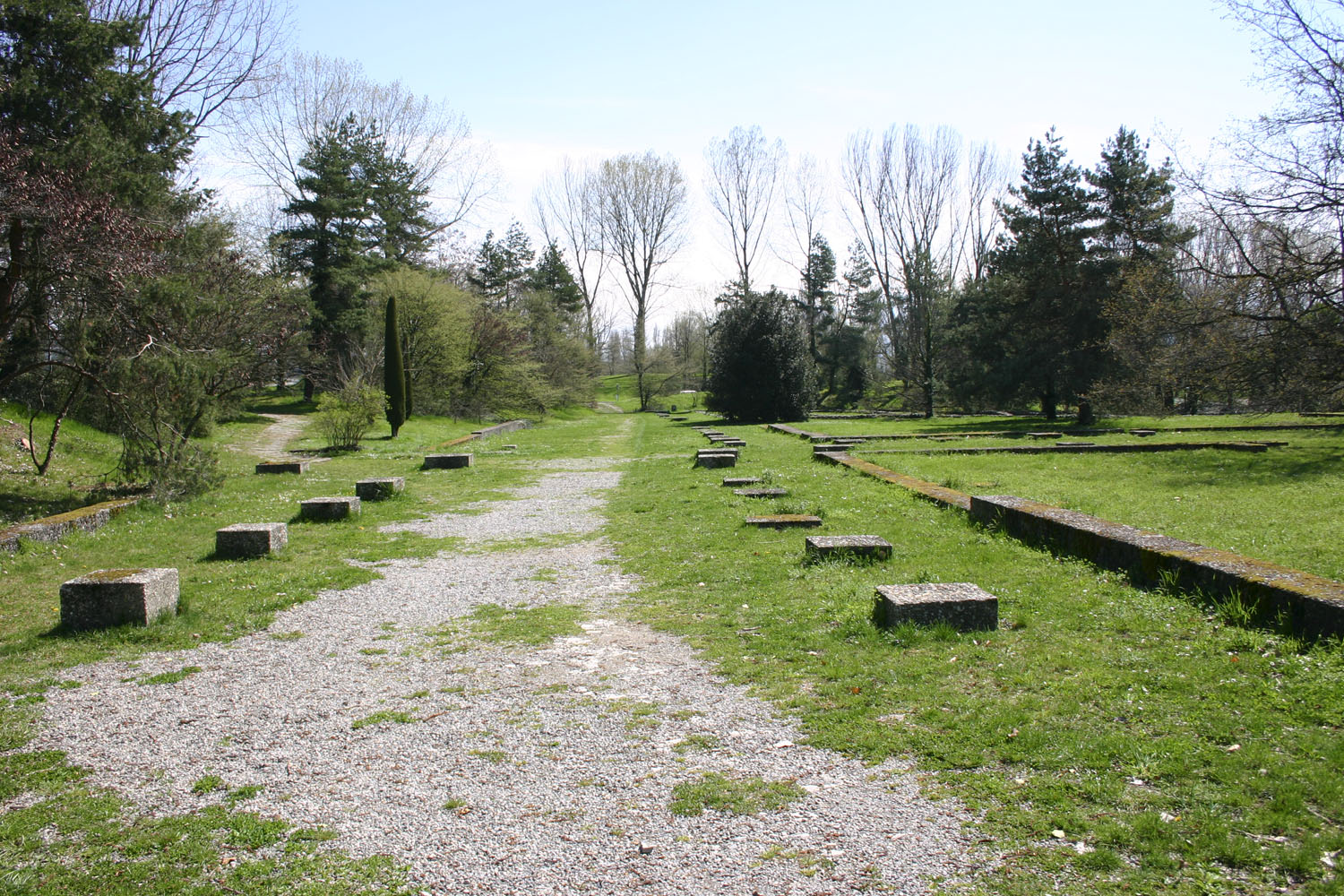
Römische Siedlung in Vidy
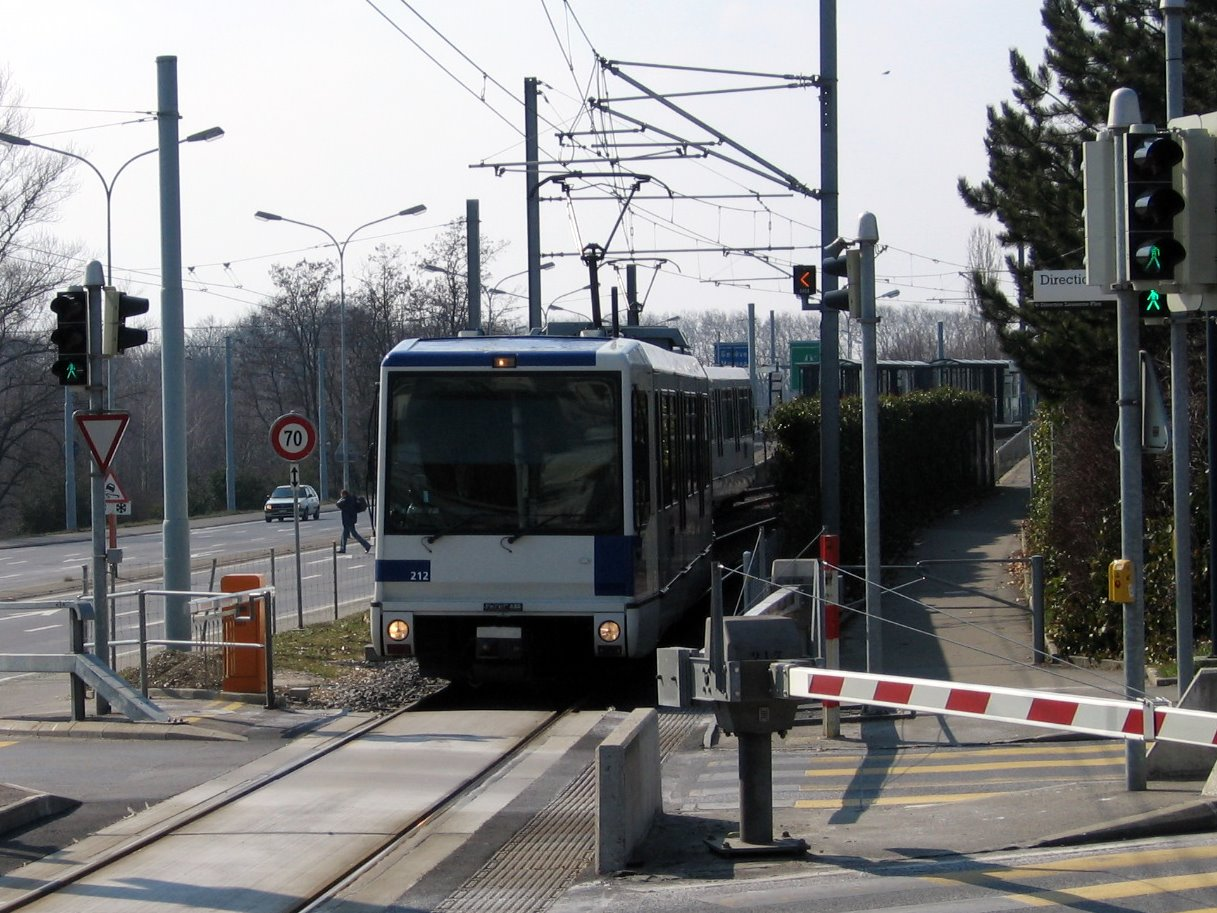
Haltestelle der Métro Lausanne